# El Boalo
El Boalo è un comune spagnolo di 3 704 abitanti situato nella comunità autonoma di Madrid, parte della comarca di Cuenca del Guadarrama.

## Storia

### Simboli
Lo stemma e la bandiera comunali sono stati approvati il 30 giugno 1994.
(Boletín Oficial del Estado nº 178 del 27 luglio 1994)
Nella seconda partizione dello scudo è ripreso il blasone della nobile famiglia Mendoza (di verde, alla banda d'oro, caricata di una cotissa di rosso).